# Accipiter soloensis
El gavilán ranero (Accipiter soloensis), es una especie de ave accipitriforme de la familia de los Accipitridae, nativa del Sudeste Asiático.

## Distribución y hábitat
Se reproduce en el sudeste de China, Taiwán, Corea y Siberia, migra en invierno a Indonesia y Filipinas, pasando por el resto del sudeste Asiático. Es un ave de áreas boscosas.
Es de 30 a 36 cm de longitud, el macho es más grande que la hembra. Las aves adultas tienen las puntas de las alas negras. El macho es de color gris en la parte superior, blanco en la parte inferior y tiene los ojos rojos. La hembra tiene rojiza las plumas cobertoras del pecho y la parte inferior de las alas, los ojos son de color amarillo. 
Se alimenta principalmente de ranas, y lagartos. Vive principalmente en los bosques templados y subtropicales. Su población se estima entre 10.000 y 100.000 aves